# Edmund II.
Edmund II. Železoboký, někdy také Edmund Ironside, (989? – 30. listopadu 1016) byl anglickým králem od 23. dubna do 30. listopadu 1016. Jeho hlavní snahou bylo odražení dánské invaze vedené dánským králem Knutem Velikým.

## Rodina
Edmund byl druhým synem krále Ethelreda II. a jeho první ženy Elfgifu. Měl tři bratry, staršího Ethelstana a mladší Eadreda a Egberta. Jeho matka zemřela roku 996 a jeho otec se oženil podruhé; jeho druhou manželkou byla Emma Normandská.
Ethelstan zemřel roku 1014, a tak se Edmund stal otcovým nástupcem. Mezi Edmundem a jeho otcem vznikl mocenský boj a roku 1015 Ethelred nechal dva Edmundovy spojence Sigefertha a Morcara zabít. Edmund poté unesl Sigeferthovu vdovu Ealdgyth, kterou Ethelred věznil v Malesburském opatství, a přes otcův odpor se s ní oženil. V té době napadl Anglii dánský král Knut Veliký se svým vojskem. Roku 1016 Edmund ve spojenectví s hrabětem Uthredem z Northumbrie zahájil vzpouru. Poté, co ho Uthred opustil a připojil se ke Knutovi, smířil se Edmund se svým otcem.

## Vláda
Ethelred, který byl již dříve nemocen, 23. dubna 1016 zemřel. Edmund se stal jeho následníkem a pokusil se zorganizovat obranu Anglie. Zatímco Dánové obléhali Londýn, vydal se Edmund do Wessexu, kde shromáždil vojsko. Když ho Dánové pronásledovali, utkal se s nimi a porazil je. Později se mu podařilo odrazit i vojsko obléhající Londýn. Nicméně 18. října Knut jeho vojsko porazil v bitvě u Assandunu. Po bitvě uzavřeli oba králové mírovou dohodu, podle které Edmundovi zůstal Wessex a Knutovi oblast na sever od řeky Temže. Součástí dohody bylo i ujednání o tom, že pokud některý z králů zemře, ten druhý převezme vládu nad oblastí ovládanou zemřelým panovníkem.

## Smrt
Král Edmund zemřel záhy nato 30. listopadu 1016 v Oxfordu a jím spravované území připadlo Knutovi, který se tak stál králem Anglie. Příčina Edmundovy smrti je neznámá. Některé prameny uvádí, že zemřel přirozenou smrtí, zatímco jiné zmiňují jako příčinu smrti atentát. Edmund byl pohřben v Glastonburském opatství v Somersetu.
Edmundem spravované území připadlo dánskému králi Knutovi, který se tak stál králem Anglie. Oba Edmundovy syny, několikaměsíční děti, poslal Knut do Dánska, daleko od věrných jejich otce, kteří by je mohli zachránit; zde měli být zabiti. Později však byli posláni do bezpečné vzdálenosti do Kyjeva, záhy nato pak byl Eduard předán do Uher na dvůr uherského krále Štěpána I. Druhý z bratrů, Edmund, v mládí ve vyhnanství zemřel.
Když se však pozdější anglický král Eduard III. Vyznavač, který neměl potomky, dověděl, že syn jeho staršího nevlastního bratra Edmunda (a tedy poslední přímý potomek jeho rodiny) žije, povolal ho jako svého následníka zpět do Anglie. Roku 1057 se tedy Eduard i s celou rodinou vrátil do vlasti, avšak již v únoru v Londýně zemřel, pouhé dva dny poté, co vstoupil na anglickou půdu, aniž se se svým strýcem Eduardem Vyznavačem stačil setkat.